# Aristarchos von Samothrake

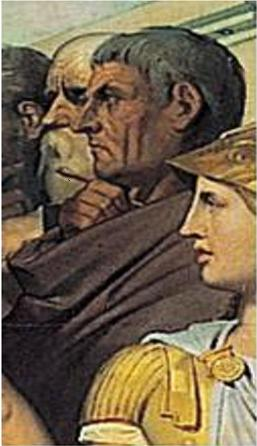
Aristarch von Samothrake, Detail aus: Die Apotheose des Homer (1827) von Jean Auguste Dominique Ingres (1780–1867)

Aristarchos von Samothrake (griechisch Ἀρίσταρχος Arístarchos, deutsch auch Aristarch; * um 216 v. Chr.; † 144 v. Chr.) war ein bekannter griechischer Philologe und Direktor der Bibliothek von Alexandria.
Aristarchos war ein Schüler des Philologen Aristophanes von Byzanz, dessen Nachfolger als Leiter der Bibliothek von Alexandria er wurde. Dem ägyptischen König Ptolemaios VI. (180–145 v. Chr.) diente er als Prinzenerzieher, vor dessen Bruder Ptolemaios VIII. floh er 145/144 v. Chr. nach Zypern.
Aristarchs Hauptbeschäftigung galt der Grammatik und insbesondere der Literatur- und Textkritik. Er leitete die Richtlinien seiner Textkritik aus den Texten Homers her, den ältesten überlieferten Texten der griechischen Literatur, die seiner Ansicht nach als einzig gesicherte Kritikrichtlinien gelten konnten.
Die Arbeiten Aristarchs gelten als Höhepunkt der antiken Philologie. Zu seinen bekanntesten Schülern zählten Apollodoros und Dionysios Thrax, dessen Grammatik maßgeblich auf den Ergebnissen seines Lehrers beruhte.
Nach Aristarchos von Samothrake wird ein „strenger Kritiker“ als „Aristarchus“ bezeichnet.